# Palácio Ribamar

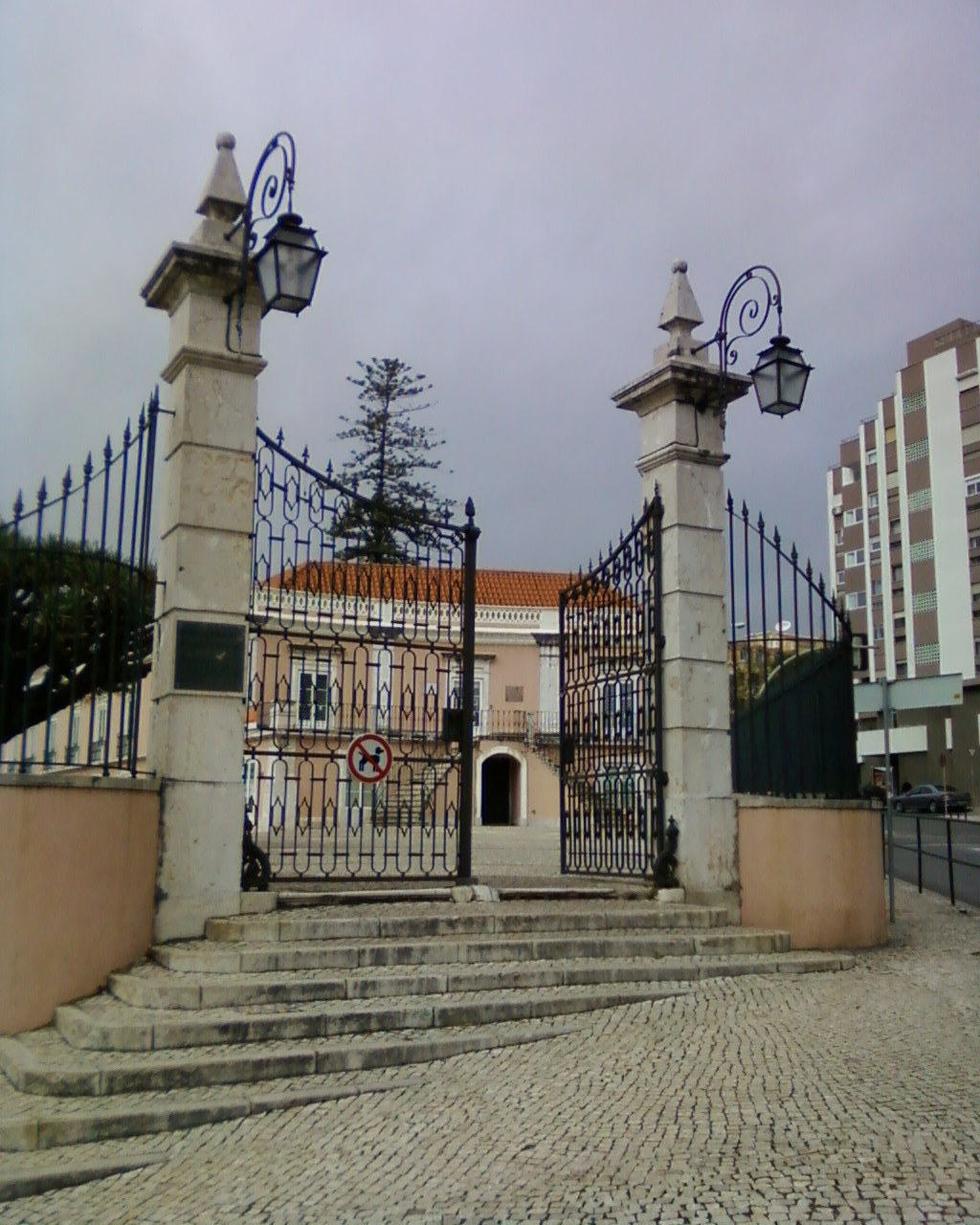
Entrada do Palácio Ribamar, em Algés

O Palácio Ribamar é um edifício histórico do século XVIII localizado em Algés, Portugal. Mandado construir pelo Conde do Vimioso, D. Francisco Paula de Portugal, o palácio é um exemplo notável da arquitetura portuguesa do período. Atualmente, o edifício abriga a Biblioteca Municipal de Algés, a sede do Centro de Dança de Oeiras, um posto de turismo e a Galeria Municipal do Palácio Ribamar.

## História
O Palácio Ribamar foi construído no século XVIII como residência do Conde do Vimioso. Ao longo dos anos, o edifício passou por várias mãos, incluindo os Marqueses de Valença e, por herança, os Condes do Lumiar. Em 1870, foi adquirido pelo Conde de Cabral e, posteriormente, herdado pelos Condes da Foz.
Durante o século XX, o palácio teve diversos usos. Nos anos seguintes à Primeira Guerra Mundial, funcionou como o casino "The Splendid Foz Garden", que mais tarde foi renomeado para São José de Ribamar. Encerrado na década de 1930, o edifício serviu como residência de férias do político Hintze Ribeiro. Posteriormente, foi utilizado como colégio, sede da Junta Hidráulica Agrícola e, finalmente, como escola preparatória.
Em 2001, o Palácio Ribamar foi adquirido e restaurado pela Câmara Municipal de Oeiras, que o transformou em um espaço cultural e turístico.

## Arquitetura
O Palácio Ribamar é conhecido por sua arquitetura impressionante, com linhas retas e uma escadaria dupla que leva ao piso superior. Sua localização elevada na baixa de Algés, próximo a Lisboa, torna-o um ponto de destaque na paisagem local. A renovação de 2001 manteve as características históricas do palácio, preservando sua identidade arquitetônica.

## Usos Atuais
Atualmente, o Palácio Ribamar é um importante centro cultural e turístico em Algés. Além de abrigar a Biblioteca Municipal de Algés, que oferece serviços como empréstimo de livros, referência, multimídia e atividades infantis, o palácio também sedia o Centro de Dança de Oeiras e um espaço de exposições. O local ainda conta com um posto de turismo, facilitando a visitação e o acesso a informações sobre a região.

## Visitação
O Palácio Ribamar está aberto ao público de segunda a sexta-feira, das 9h às 20h, e aos sábados, das 10h às 18h. Fechado aos domingos e feriados, o local oferece uma oportunidade única para explorar a história e a cultura da região.